# Twierdzenie Banacha-Alaoglu
Twierdzenie Banacha-Alaoglu (także twierdzenie Alaoglu, twierdzenie Banacha-Alaoglu-Bourbakiego lub twierdzenie Alaoglu-Bourbakiego) – w analizie funkcjonalnej twierdzenie mówiące, że domknięta kula jednostkowa w przestrzeni sprzężonej do przestrzeni unormowanej jest zwarta w *-słabej topologii; bądź ogólniej, zbiór polarny otoczenia zera przestrzeni liniowo-topologicznej jest *-słabo zwarty.
Nazwa twierdzenia honoruje polskiego matematyka Stefana Banacha, który opublikował jego szczególny przypadek (dla ośrodkowych przestrzeni unormowanych) w 1932 roku oraz kanadyjskiego matematyka Leonidasa Alaoglu, który opublikował w 1940 roku pierwszy dowód przypadku ogólnego.

## Twierdzenie Banacha-Alaoglu
Najczęściej stosowaną wersją twierdzenia Banacha-Alaoglu jest ta dotycząca zwartości kuli jednostkowej przestrzeni sprzężonej do przestrzeni unormowanej.

### Dla przestrzeni unormowanych
Niech {\displaystyle X} będzie przestrzenią unormowaną. Wówczas kula jednostkowa w przestrzeni {\displaystyle X^{*},} tj. zbiór
{\displaystyle B_{X^{*}}=\{f\in X^{*}:\|f\|\leqslant 1\},}
jest zwarta w *-słabej topologii przestrzeni {\displaystyle X^{*}.}
Wersja ta jest bezpośrednią konsekwencją następującej wersji twierdzenia dla przestrzeni liniowo-topologicznych z uwagi na to, że norma w przestrzeni sprzężonej do przestrzeni unormowanej wyraża się wzorem:
{\displaystyle \|f\|=\sup\{|\langle f,x\rangle |:x\in B_{X}\},}
tj.
{\displaystyle (B_{X})^{\circ }=B_{X^{*}}}
w sensie notacji wprowadzonej niżej.

### Dla przestrzeni liniowo-topologicznych
Niech {\displaystyle X} będzie przestrzenią liniowo-topologiczną oraz niech {\displaystyle U} będzie otoczeniem zera w {\displaystyle X.} Wówczas zbiór
{\displaystyle U^{\circ }=\{f\in X^{\star }:|\langle f,x\rangle |\leqslant 1,\,x\in U\}}
jest zwarty w *-słabej topologii {\displaystyle X^{*}.}
Dowód. Dla każdego {\displaystyle f\in U^{\circ },} obraz {\displaystyle f(U)} zawiera się w kole domkniętym
{\displaystyle D=\{z\in \mathbb {C} :|z|\leqslant 1\}.}
Każdemu funkcjonałowi {\displaystyle f\in U^{\circ }} odpowiada zatem punkt {\displaystyle \psi (f)} przestrzeni produktowej {\displaystyle G=D^{U},} która jest zwarta na mocy twierdzenia Tichonowa. Ponieważ *-słaba topologia w {\displaystyle U^{\circ }} jest topologią zbieżności punktowej na {\displaystyle U,} wystarczy pokazać, że zbiór punktów {\displaystyle G} odpowiadających funkcjonałom z {\displaystyle U^{\circ },} tj. zbiór {\displaystyle \psi (U^{\circ }),} jest domknięty. (Istotnie, domknięty podzbiór przestrzeni zwartej jest zwarty).
Niech {\displaystyle (f_{\gamma })} będzie siecią elementów z {\displaystyle U^{\circ }} o tej własności, że sieć {\displaystyle \psi (f_{\gamma })} jest zbieżna punktowo do pewnego {\displaystyle F\in G.} Jeżeli {\displaystyle x,y} są takimi elementami {\displaystyle U} oraz {\displaystyle a,b} są takimi skalarami, że {\displaystyle ax+by\in U,} to
{\displaystyle {\begin{aligned}F(ax+by)&=\lim _{\gamma }\psi (f_{\gamma })(ax+by)\\&=\lim _{\gamma }\langle f_{\gamma },ax+by\rangle \\&=\lim _{\gamma }{\big (}a\langle f_{\gamma },x\rangle +b\langle f_{\gamma },y\rangle {\big )}\\&=aF(x)+bF(y).\end{aligned}}}
Oznacza to, że {\displaystyle F} odpowiada funkcjonałowi {\displaystyle f} z {\displaystyle U^{\circ },} tj. {\displaystyle F=\psi (f),} co dowodzi domkniętości zbioru {\displaystyle \psi (U^{\circ })} w {\displaystyle G.}

### Twierdzenie Alaoglu-Bourbakiego
Istnieje również następująca abstrakcyjna wersja twierdzenia, nazywana czasem twierdzeniem Alaoglu-Bourbakiego.
Niech {\displaystyle (X,Y)} będzie parą dualną przestrzeni liniowo-topologicznych. Wówczas każdy podzbiór {\displaystyle Y} złożony z {\displaystyle X}-równociągłych elementów jest relatywnie zwarty w topologii {\displaystyle \sigma (Y,X).}

## Twierdzenie Banacha-Alaoglu a aksjomat wyboru
Przedstawiony wyżej dowód opiera się o twierdzenie Tichonowa, a więc wymaga pewnej formy aksjomatu wyboru. Halpern i Levy udowodnili, że na gruncie teorii ZF następujące zdania są równoważne:
- twierdzenie Banacha-Alaoglu,
- BPI: każdy filtr w algebrze Boole’a jest zwarty w ultrafiltrze,
- twierdzenie Tichonowa dla zwartych przestrzeni Hausdorffa,
- produkt dowolnej rodziny kopii przedziału {\displaystyle [0,1]} jest zwarty.

W szczególności, nie można zrezygnować z pewnej formy aksjomatu wyboru w dowodzie twierdzenia Banacha-Alaoglu, ale pełna siła tego aksjomatu nie jest wymagana.